# Собор Парижской Богоматери (роман)
«Собо́р Пари́жской Богома́тери» (фр. Notre-Dame de Paris) — роман Виктора Гюго, опубликованный в марте 1831 года. Первый исторический роман-эпопея  на французском языке, известнейшее произведение французского романтизма.
Успех книги привлёк внимание публики к собору Парижской Богоматери, который в то время собирались снести либо перестроить, и позволил сохранить его в неприкосновенности. Романтические описания средневековой архитектуры, которыми изобилует книга, способствовали популяризации движения за сохранение и реставрацию готических памятников.

## Сюжет
6 января 1482 года в Париже идут «гуляния, объединяющие праздник Крещения Господня с древним языческим праздником шутов». В этот день, по традиции, на Гревской площади зажигают потешные огни, украшают деревья (своего рода прообраз рождественской ёлки).
По приказу кардинала в центральном зале Дворца правосудия идёт представление пьесы с участием персонажей из Библии, а также древнеримских богов. Пьеса посвящена планировавшемуся в то время бракосочетанию «сына льва Франции», наследника французского престола дофина Карла и Маргариты Австрийской. Пьера Гренгуара, автора пьесы, обуревают то отчаяние, то гнев — так как публика постоянно отвлекалась от представления то на запоздалое прибытие кардинала, то на прибытие фландрийских послов, то на избрание шутовского папы.
Состоялось избрание шутовского папы — им стал горбатый звонарь собора Парижской Богоматери Квазимодо. Пьеру негде было скоротать ночь, ведь на вырученные за «Мистерию» деньги он рассчитывал расплатиться за жильё. Он решил разделить с народом радость и отправился к огню на площади. Там поэт Пьер увидел танцующую девушку «такой красоты, что сам Бог предпочел бы её Деве Марии». После танца цыганка Эсмеральда стала демонстрировать причастность своей козочки Джали к преступному миру, за что Эсмеральду критиковал стоящий в толпе священнослужитель, архидиакон Клод Фролло (в католической церкви титул архидиакон ближе к викарному епископу православной церкви), наставник горбуна Квазимодо. Воры, нищие и бродяги чествовали своего нового горбатого короля. Увидев это, Клод срывает с Квазимодо «папскую» одежду, отбирает скипетр и уводит горбуна.
Цыганка собирает деньги за свой танец и отправляется домой. Пьер следует за ней, в надежде на то, что у неё, помимо прекрасной внешности, доброе сердце и она поможет ему с жильём. На глазах Пьера цыганку похищают Квазимодо и ещё некто с закрытым лицом. Эсмеральду спасает капитан королевских стрелков Феб де Шатопер. Эсмеральда влюбляется в него.
Следуя за девушкой, Гренгуар оказывается во Дворе чудес, где проживают парижские нищие и разбойники. Клопен обвиняет Пьера в незаконном вторжении на территорию Двора чудес и собирается его повесить. Поэт просит принять его в их сообщество, но не выдерживает сложного испытания; нужно было вытащить кошелёк у чучела с бубенчиками, да так, чтобы они не зазвенели. В последние минуты перед казнью нищие вспомнили, что по закону Пьер должен спросить, нет ли женщины, которая выйдет за него замуж (см. «Свадьба под виселицей»). Если таковая найдётся — приговор отменяется. Стать женой поэта согласилась Эсмеральда. Он узнал её. Их «обвенчали» на 4 года. Однако девушка не даёт Гренгуару притронуться к себе. Как оказалось, Эсмеральда носила амулет, который должен был помочь ей найти родителей, но было одно весомое «но» — талисман действует только до тех пор, пока цыганка остаётся девственницей.
После «свадьбы» Гренгуар сопровождает Эсмеральду во время её выступлений на площади, где сам подрабатывает клоунскими номерами. Во время очередного танца цыганки архидиакон Фролло узнаёт в её новом спутнике своего ученика Гренгуара и начинает подробно расспрашивать поэта о том, как он связался с уличной плясуньей. Факт женитьбы Эсмеральды и Гренгуара возмущает священника, он берёт с философа слово, чтобы тот не прикасался к цыганке. Гренгуар сообщает Фролло, что Эсмеральда влюблена в некого Феба и грезит им дни и ночи напролёт. Эта новость вызывает у архидиакона небывалый приступ ревности, он решает во что бы то ни стало узнать, кто этот Феб, и разыскать его.
Поиски Фролло увенчиваются успехом. Движимый ревностью, он не только находит капитана Феба, но и наносит ему серьёзную рану во время его свидания с Эсмеральдой, чем ещё больше настраивает против себя цыганку.

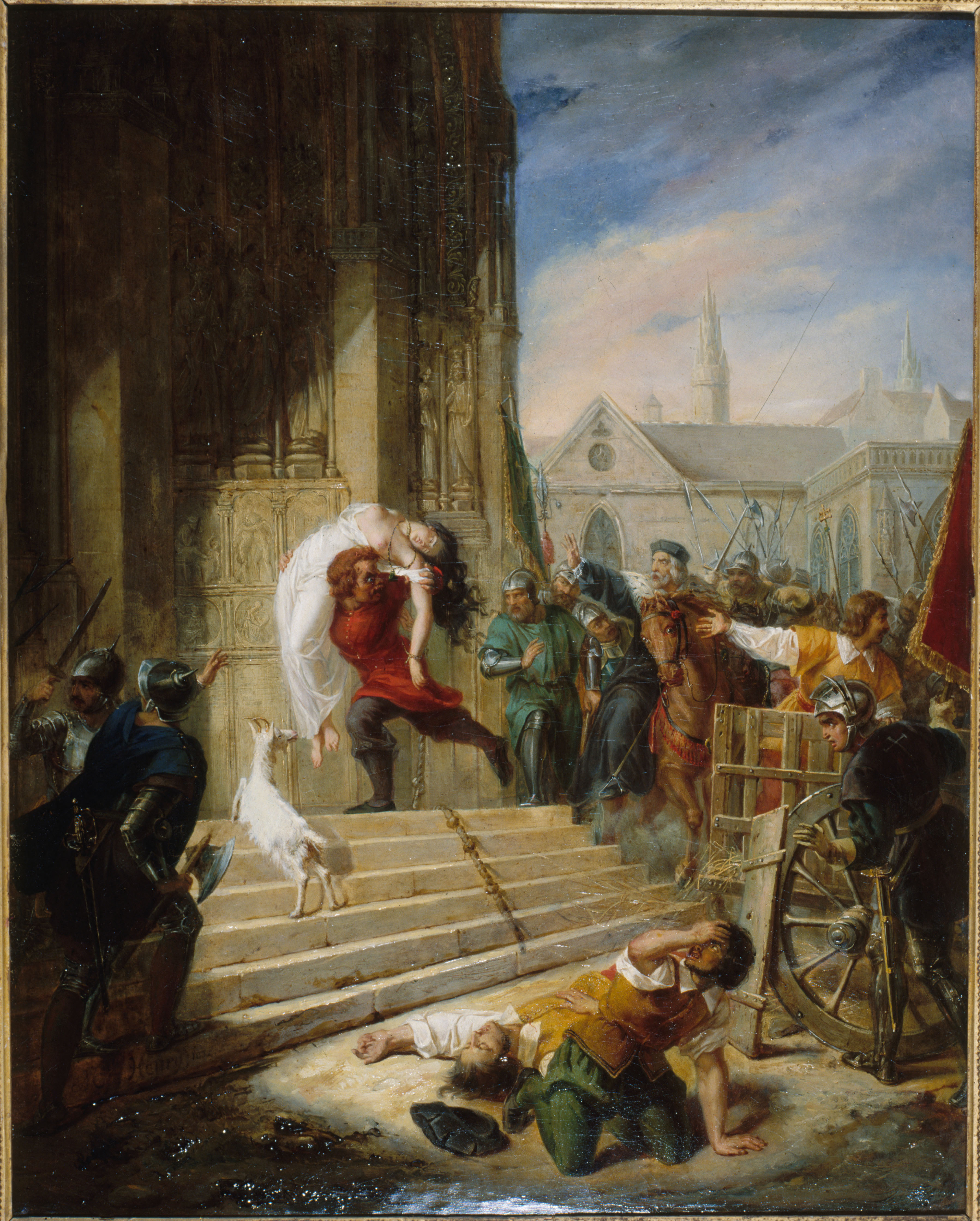
«Квазимодо спасает Эсмеральду от рук палачей» (иллюстрация XIX века)

Цыганку Эсмеральду обвиняют в убийстве Феба (Клоду удается покинуть место преступления, выпрыгнув через окно в реку), заключают под стражу и подвергают пыткам, не вынеся которых, девушка признаёт свою «вину». Эсмеральда приговорена к казни через повешение на Гревской площади. В ночь перед казнью в темницу к девушке приходит архидиакон. Он предлагает пленнице бежать с ним, но она в гневе отталкивает несостоявшегося убийцу своего любимого Феба. Даже перед казнью все её мысли заняты капитаном. Судьба даровала ей шанс увидеть его в последний раз. Он стоял совершенно хладнокровный на балконе дома своей невесты Флёр-де-Лис Гонделорье. В последний момент её спасает Квазимодо и прячет в соборе, который может служить убежищем для осуждённых и откуда никто не имеет права забрать получившего убежище.
Эсмеральда и тогда не перестаёт грезить капитаном королевских стрелков (рана его оказалась несмертельной), не веря в то, что он давно её забыл. Свою невиновную сестру идут вызволять все обитатели Двора чудес. Они штурмуют Собор Парижской Богоматери, который ревностно защищает Квазимодо, полагая, что бродяги пришли для того, чтобы казнить цыганку. В этой схватке погибают предводитель нищих Клопен Труйльфу и бывший школяр Жеан Фролло, младший брат Клода, примкнувший к бродягам.
Когда началась осада собора, Эсмеральда спала. Внезапно в её келью приходят двое: её «муж» Пьер Гренгуар и некий человек в чёрной одежде. Объятая страхом, она всё же идёт следом за мужчинами. Они тайно выводят её из собора. Слишком поздно Эсмеральда понимает, что таинственный молчаливый спутник — не кто иной, как архидиакон Клод Фролло. На другом берегу реки Клод последний раз спрашивает, что она выбирает: быть с ним или быть повешенной. Девушка непреклонна. Тогда разгневанный священник отдаёт её под охрану затворнице Гудуле.
Затворница жестока и бесцеремонна с девушкой: ведь та цыганка. Но всё решается самым необычным образом — оказывается, что малышка Агнесса, которую похитили цыгане у Гудулы (Пакетты Шантфлери), и Эсмеральда — один и тот же человек. Гудула обещает спасти дочь и прячет её в своей келье. За девушкой приходят стражники, среди них и Феб де Шатопер. В порыве любви Эсмеральда забывает об осторожности и зовёт его. Мать до последнего пытается спасти дочь, но все старания напрасны: в итоге затворница погибает сама, а отнятую у неё девушку забирают.
Эсмеральду вновь приводят на площадь. Только тогда девушка осознаёт ужас неминуемой смерти. С вершины собора за этой трагической сценой наблюдали Квазимодо и, конечно, Клод Фролло.
Понимая, что Фролло виновен в смерти цыганки, обезумевший от гнева Квазимодо скидывает своего приёмного отца с вершины собора. После этого горбун исчезает.
В финальной сцене романа повествуется о том, как в гробнице Монфоконской виселицы были найдены два скелета, один из которых обнимал другой. Это были останки Эсмеральды и Квазимодо. Когда их попытались разъединить, скелет Квазимодо рассыпался в прах.

## Персонажи

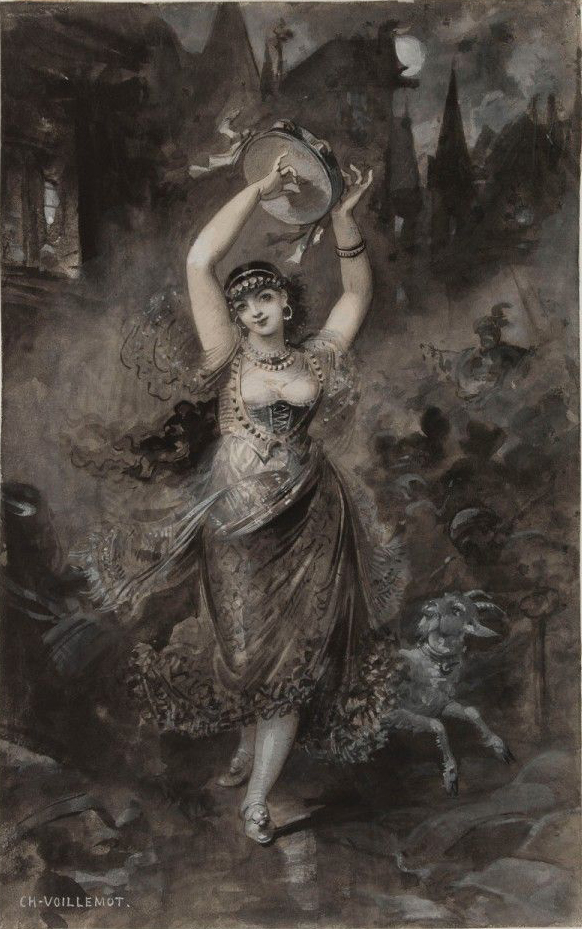
Танцующая Эсмеральда (Ш. Вуаймо, ок. 1882)

- Эсмеральда — красивая юная француженка, некогда похищенная цыганами.
- Джали — коза и спутница Эсмеральды, помогающая ей в выступлениях.
- Квазимодо — звонарь Собора Парижской Богоматери, уродливый горбун, оглохший.
- Клод Фролло — священник, архидиакон и настоятель Собора, а также приемный отец Квазимодо.
- Феб де Шатопер — капитан королевских стрелков.
- Пьер Гренгуар — поэт, философ и драматург (впоследствии бродяга).
- Флёр-де-Лис де Гонделорье — знатная молодая парижанка, невеста Феба.
- Клопен Труйльфу — предводитель парижских нищих, «король» Двора Чудес.
- Жеан Фролло «Мельник» — школяр и брат Клода Фролло.
- Пакетта Шантфлери («Гудула») — затворница Крысиной Норы и «вретишница».
- Людовик XI — король Франции.
- Тристан Отшельник — верховный судья Франции и приближённый короля Людовика XI, отличавшийся крайней жестокостью. В 1482 году исторический Тристан был уже как три года в могиле.
- Жак Шармолю — прокурор церковного суда. Друг Клода Фролло.
- Пьера Тортерю — присяжный палач Парижа.
- Анриэ Кузен — главный палач Парижа.
- Оливье ле Дэн — любимец и советник короля, прозванный в народе «Оливье-дьявол».

## На русском языке
В русском переводе отрывки из романа появились уже в год его выхода в свет (в «Московском телеграфе») и продолжали публиковаться в 1832 году (в журнале «Телескоп»). Из-за цензурных препятствий русский перевод полностью появился не сразу. Первый полный перевод «Собора Парижской Богоматери» (вероятно, Ю. П. Померанцевой) появился в журнале братьев Достоевских «Время» только в 1862 году, а в 1874 году был переиздан отдельной книгой.
В дальнейшем были изданы переводы Е. И. Конради (Спб.: В. В. Лепехин и Ф. Н. Плотников, 1884); С. М. Ющевского (Спб.: Деятель, 1898; переиздан в 1913), В. Л. Ранцова (Санкт-Петербург: Г. Ф. Пантелеевы; 1899), Э. К. Ватсона (Киев: Б. К. Фукс, 1903—1904), под ред. Э. Пименовой (в 1915 г. для 12-томного собрания сочинений), К. Г. Локса (ГИЗ, 1928; Молодая гвардия, 1937 — переиздан), Н. А. Коган (1939, был включен в собрание сочинений 1953 г.). Последний считается самым тиражируемым на территории бывшего СССР. В последние годы наблюдаются переиздания более ранних переводов, ставших редкими, например, Э. А. Пименовой (издан в подарочном варианте в 2012 г. в серии «Книга в подарок», затем переиздан в 2014 г. в более бюджетном варианте в серии «Всемирная классика приключений»); К. Г. Локса (издан в 2006 г. в издательстве «Мир книги», переиздан в 2013 году в издательстве "Книжный клуб «Клуб семейного досуга»).
Также издавались сокращённые пересказы для детей Т. М. Пименовой (2005), М. Белоус (2005, переиздан в 2008).

## Адаптации

### В театре
- «Эсмеральда» (La Esmeralda) — опера в 4-х действиях Луизы Бертен на либретто Виктора Гюго. Премьера состоялась в Париже 14 ноября 1836 года.
- «Эсмеральда» — опера в 4-х действиях Александра Даргомыжского на либретто композитора. Была написана в 1838—1841 годах. Премьера состоялась в Москве на сцене Большого театра 5 (17) декабря 1847 года.
- «Эсмеральда» (La Esmeralda) — балет в 3-х действиях на музыку Цезаря Пуни, либретто и хореография Жюля Перро. Премьера состоялась в Лондоне на сцене Театра Её Величества 9 марта 1844 года, перенесён автором на сцену петербургского Большого театра 21 декабря 1848 года.
- «Эсмеральда» (Esmeralda) — опера в 4-х действиях Артура Горинг Томаса на либретто Тео Марзиалса и Альберта Рандеггера. Премьера состоялась на сцене театра Друри-Лейн в Лондоне 26 марта 1883 года.
- «Нотр-Дам» (Notre Dame) — романтическая опера Франца Шмидта на либретто самого композитора и Леопольда Вилька. Премьера состоялась в Вене 1 апреля 1914 года.
- «Собор Парижской Богоматери» (Notre Dame de Paris) — балет Мориса Жарра в постановке Ролана Пети, сценография Рене Аллио, костюмы Ива Сен-Лорана. Премьера состоялась в Парижской опере на сцене Опера Гарнье 11 декабря 1965 года. В 1978 году балет вошёл в репертуар Ленинградского театра оперы и балета, в 2003 году был поставлен в Большом театре. В 2025 году, вошел в репертуар Михайловского театра Санкт-Петербурга
- «Нотр-дам де Пари» (Parīzes Dievmātes katedrāle) — опера-мелодрама Зигмарса Лиепиньша на либретто Каспарса Димитриса. Премьера состоялась 7 апреля 1997 года.
- «Нотр-Дам де Пари» (Notre Dame de Paris) — мюзикл Риккардо Коччанте, либретто Люка Пламондона. Премьера состоялась в Париже во Дворце конгрессов[фр.] 16 сентября 1998 года. В 2002 году был поставлен в Московском театре оперетты (автор русского либретто Юлий Ким).
- «Горбун из Нотр-Дама» (Der Glöckner von Notre Dame, The Hunchback of Notre Dame) — мюзикл Алана Менкена, либретто Джеймса Лэпайна. Премьера состоялась в Берлине в 1999 году. 28 октября 2014 года мюзикл был поставлен в театре La Jolla Playhouse в Сан Диего (автор английского либретто Питер Парнелл).
- «Горбун из Нотр-Дама» (Klokkeren fra Notre Dame) — мюзикл Кнуда «Себастьяна» Торбен Кристенсена. Премьера состоялась в марте 2002 года.
- «Горбатое сердце» — спектакль Молодёжного театра «3Д» в форме пластической драмы по мотивам романа Виктора Гюго «Собор Парижской Богоматери». Режиссёр — Сергей Малихов. Композитор — Игорь Кулька. Премьера состоялась в 2017 году.

### Экранизации
Роман Гюго многократно экранизировался:
| Год  | Название                        | Режиссёр                                            | Примечание                                                              |
| ---- | ------------------------------- | --------------------------------------------------- | ----------------------------------------------------------------------- |
| 1905 | Эсмеральда                      | Алис Ги-Блаше и Викторен Жассе                      | Короткометражный фильм                                                  |
| 1911 | Горбун из Нотр-Дама             | Альбер Капеллани                                    |                                                                         |
| 1917 | Возлюбленная Парижа             | Дж. Гордон Эдвардс                                  | Утерянный фильм                                                         |
| 1922 | Эсмеральда                      | Эдвин Дж. Коллинз                                   | Фильм утерян, но сохранились фотографии                                 |
| 1923 | Горбун из Нотр-Дама             | Уоллес Уорсли                                       | Драма с элементами фильма ужасов                                        |
| 1939 | Горбун из Нотр-Дама             | Уильям Дитерле                                      |                                                                         |
| 1956 | Собор Парижской Богоматери      | Жан Деланнуа                                        |                                                                         |
| 1966 | Горбун из Нотр-Дама             | Джеймс Селлан Джонс                                 | Утерянный мини-сериал                                                   |
| 1976 | Горбун из Нотр-Дама             | Алан Кук                                            |                                                                         |
| 1982 | Горбун из Нотр-Дама             | Алан Хьюм и Майкл Тачнер                            | Телефильм                                                               |
| 1986 | Горбун из Нотр-Дама             | Джефф Коллинз                                       | Мультипликационый фильм                                                 |
| 1996 | Горбун из Нотр-Дама             | Гари Трудзейл и Кирк Уайз                           | Рисованный мультфильм-мюзикл производства Walt Disney Animation Studios |
| 1996 | Волшебные приключения Квазимодо | Ares Films, CinéGroupe, Télé-Images, и Astral Media | Мультсериал в жанре фэнтези                                             |
| 1997 | Горбун из Нотр-Дама             | Питер Медак                                         |                                                                         |
| 1999 | Квазимодо из Парижа             | Патрик Тимсит                                       | Комедия                                                                 |
| 2002 | Горбун из Нотр-Дама II          | Брэдли Раймонд                                      | Сиквел диснеевского мультфильма                                         |
| 2023 | Квази                           | Кевин Хеффернан                                     | Комедия                                                                 |

## Продажи
После пожара в соборе Парижской Богоматери 15 апреля 2019 года роман поднялся на вершину списка бестселлеров Amazon во Франции в его оригинальной версии. Тогда же английский перевод занял первое место по продажам в категории исторической фантастики.